# Мікрокристали
Мікрокристали (рос. микрокристаллы, англ. microcrystals, нім. Mikrokristalle m pl) — мінерали розміром 10–5 — 10–6 м, які спостерігаються у вигляді кристалів.